# Tom Forman
Tom Forman (contea di Mitchell, 22 febbraio 1893 – Venice, 7 novembre 1926) è stato un attore, regista e sceneggiatore statunitense del cinema muto.

## Biografia
Nato in Texas, Tom Forman esordì sullo schermo nel 1913 in un film della Kalem. Ebbe presto dei ruoli da protagonista. Nel 1920, passò anche dietro la cinepresa, dirigendo nel corso della sua carriera ventisette film. Il più riuscito di questi è Senza quartiere del 1923, una delle numerose versioni cinematografiche tratte dal romanzo di Owen Wister, lo scrittore considerato il padre della fiction western.
Negli anni seguenti, la carriera di Forman subì un arresto e l'attore dovette ridursi a recitare in film di serie B. A trent'anni, la sua carriera sembrava finita o, almeno, in grande stallo. La Columbia Pictures lo assunse come regista ma, prima di iniziare le riprese del film che doveva dirigere, Forman si suicidò l'8 novembre 1926, sparandosi un colpo al cuore a casa dei genitori a Venice.
La scrittrice Adela Rogers St. Johns si ispirò a Forman per il personaggio di Maximillan Carey in What Price Hollywood?, romanzo che fu adattato per lo schermo nel 1932 da George Cukor in A che prezzo Hollywood. Carey era interpretato da Lowell Sherman.

## Vita privata
Tom Forman era sposato con l'attrice Mary Mersch (1887–1956) ed era cugino dell'attrice Madge Bellamy.

## Filmografia
La filmografia (secondo IMDb) è completa. Quando manca il nome del regista, questo non viene riportato nei titoli

### Attore
- The Treachery of a Scar, regia di J.P. McGowan - cortometraggio (1913)
- John, the Wagoner - cortometraggio (1913)
- Baffled, Not Beaten, regia di J.P. McGowan - cortometraggio (1913)
- The Alibi, regia di J.P. McGowan - cortometraggio (1913)
- The Substitute Engineer, regia di J.P. McGowan - cortometraggio (1913)
- His Excellency, regia di Paul Powell - cortometraggio (1914)
- Orphans of the Wild (1914)
- In the Dredger's Claw - cortometraggio (1914)
- A Romance of the Northwest - cortometraggio (1914)
- On the Brink - cortometraggio (1914)
- Life's Lottery, regia di J.B. O'Brien - cortometraggio (1914)
- The Test of Courage
- The Doom of Duty
- Within the Noose
- The Love of Oro San
- Virtue Is Its Own Reward, regia di Joseph De Grasse (1914)
- Lights and Shadows, regia di Joseph De Grasse - cortometraggio (1914)
- Young Romance, regia di George Melford (1915)
- A Gentleman of Leisure, regia di George Melford (1915)
- The Governor's Lady, regia di George Melford (1915)
- The Woman, regia di George Melford (1915)
- Stolen Goods, regia di George Melford  (1915)
- The Wild Goose Chase, regia di Cecil B. DeMille (1915)
- Hearts and Clubs
- Chimmie Fadden, regia di Cecil B. DeMille (1915)
- Kindling, regia di Cecil B. DeMille (1915)
- The Fighting Hope, regia di George Melford (1915)
- The Puppet Crown, regia di George Melford  (1915)
- The Marriage of Kitty, regia di George Melford  (1915)
- Out of the Darkness, regia di George Melford  (1915)
- The Explorer, regia di George Melford (1915)
- Chimmie Fadden Out West, regia di Cecil B. DeMille (1915)
- The Unknown, regia di George Melford (1915)
- The Ragamuffin, regia di William C. deMille (1916)
- To Have and to Hold, regia di George Melford (1916)
- Sweet Kitty Bellairs, regia di James Young (1916)
- The Thousand-Dollar Husband, regia di James Young (1916)
- The Clown, regia di William C. de Mille (1916)
- Public Opinion, regia di Frank Reicher (1916)
- Unprotected, regia di James Young (1916)
- The Yellow Pawn, regia di George Melford (1916)
- The Evil Eye, regia di George Melford (1917)
- The American Consul, regia di Rollin S. Sturgeon (1917)
- On Record, regia di Robert Z. Leonard (1917)
- Those Without Sin, regia di Marshall Neilan (1917)
- The Cost of Hatred, regia di George Melford (1917)
- The Tides of Barnegat, regia di Marshall Neilan (1917)
- Il Giaguaro (The Jaguar's Claws), regia di Marshall Neilan (1917)
- Her Strange Wedding, regia di George Melford (1917)
- Forbidden Paths, regia di Robert Thornby (1917)
- A Kiss for Susie, regia di Robert Thornby (1917)
- Hashimura Togo, regia di William C. de Mille (1917)
- For Better, for Worse, regia di Cecil B. DeMille (1919)
- Louisiana, regia di Robert G. Vignola (1919)
- The Heart of Youth, regia di Robert G. Vignola (1919)
- Told in the Hills, regia di George Melford (1919)
- The Tree of Knowledge, regia di William C. de Mille (1920)
- The Sea Wolf, regia di George Melford (1920)
- The Round-Up, regia di George Melford (1920)
- White Shoulders, regia di Tom Forman (1922)

### Regista
- The Tell-Tale Star - cortometraggio (1914)
- Blotted Out
- The Doom of Duty
- Within the Noose
- The Ladder of Lies (1920)
- The Sins of Rosanne  (1920)
- The Easy Road  (1921)
- La città degli uomini silenziosi (The City of Silent Men)  (1921)
- White and Unmarried  (1921)
- Cappy Ricks  (1921)
- A Prince There Was  (1921)
- If You Believe It, It's So (1922)
- White Shoulders  (1922)
- Shadows  (1922)
- The Woman Conquers  (1922)
- Money, Money, Money (1923)
- Are You a Failure? (1923)
- The Girl Who Came Back (1923)
- Senza quartiere (The Virginian) (1923)
- April Showers (1923)
- The Broken Wing (1923)
- The Fighting American (1924)
- Roaring Rails (1924)
- The Flaming Forties (1924)
- The Man from Texas (1924)
- Flattery (1925)
- The Crimson Runner (1925)
- Off the Highway (1925)
- The People vs. Nancy Preston (1925)
- The Midnight Flyer (1925)
- Whispering Canyon (1926)
- Devil's Dice (1926)

### Sceneggiatore
- The Measure of a Man, regia di Joseph De Grasse (1915)
- The Threads of Fate, regia di Joseph De Grasse (1915)
- The Desert Breed, regia di Joseph De Grasse (1915)
- Hearts and Clubs
- Sins of Her Parent, regia di Frank Lloyd (1916)
- The Trouble Buster, regia di Frank Reicher - soggetto (1917)
- The Round-Up, regia di George Melford (1920)
- The Broken Wing, regia di Tom Forman (1923)